# Lyndhurst (Ohio)
Lyndhurst ist eine City im Cuyahoga County des US-Bundesstaates Ohio. Lyndhurst ist eine Vorstadt von Cleveland und ist Teil des Großraums Cleveland. Das U.S. Census Bureau ermittelte bei der Volkszählung 2020 eine Einwohnerzahl von 14.050.

## Geschichte
Das Land, das heute Lyndhurst umfasst, war Teil der Connecticut Western Reserve, die 1796 durch einen Vertrag mit der Irokesenkonföderation von der Connecticut Land Company erworben wurde. Im Jahr 1797 nannte Moses Cleaveland das Gebiet östlich des Cuyahoga River „Euclid“, nach dem griechischen Mathematiker und Schutzpatron der Landvermesser. Euclid Township wurde offiziell im Jahr 1809 gegründet.
Im Jahr 1828 wurde Euclid Township in neun Bezirke unterteilt, wobei das heutige Gebiet von Lyndhurst zum vierten Bezirk wurde. Die früheste Wirtschaftsform war die Landwirtschaft. Als das Gebiet wuchs, wurde es als Euclidville Village bekannt. 1920 wurde der Name in Lyndhurst Village geändert, bevor Lyndhurst 1921 offiziell zu einer Stadt wurde.

## Demografie
Nach einer Schätzung von 2019 leben in Lyndhurst 7.175 Menschen. Die Bevölkerung teilt sich im selben Jahr auf in 82,1 % Weiße, 13,3 % Afroamerikaner, 0,2 % amerikanische Ureinwohner, 2,0 % Asiaten und 1,7 % mit zwei oder mehr Ethnizitäten. Hispanics oder Latinos aller Ethnien machten 1,2 % der Bevölkerung aus. Das mittlere Haushaltseinkommen lag bei 73.164 US-Dollar und die Armutsquote bei 2,6 %.
| Jahr | Einwohner¹ |
| ---- | ---------- |
| 1950 | 7.359      |
| 1960 | 16.805     |
| 1970 | 19.749     |
| 1980 | 18.093     |
| 1990 | 15.982     |
| 2000 | 15.279     |
| 2010 | 14.001     |
| 2020 | 14.050     |

¹ 1950 – 2020: Volkszählungsergebnisse